# Stéphane Lefebvre
Stéphane Lefebvre (Nœux-les-Mines, 16 maart 1992) is een Frans rallyrijder, onder meer actief geweest voor het fabrieksteam van Citroën in het wereldkampioenschap rally. In 2022 won Lefebvre het Belgisch Rallykampioenschap.

## Carrière

#### Beginjaren

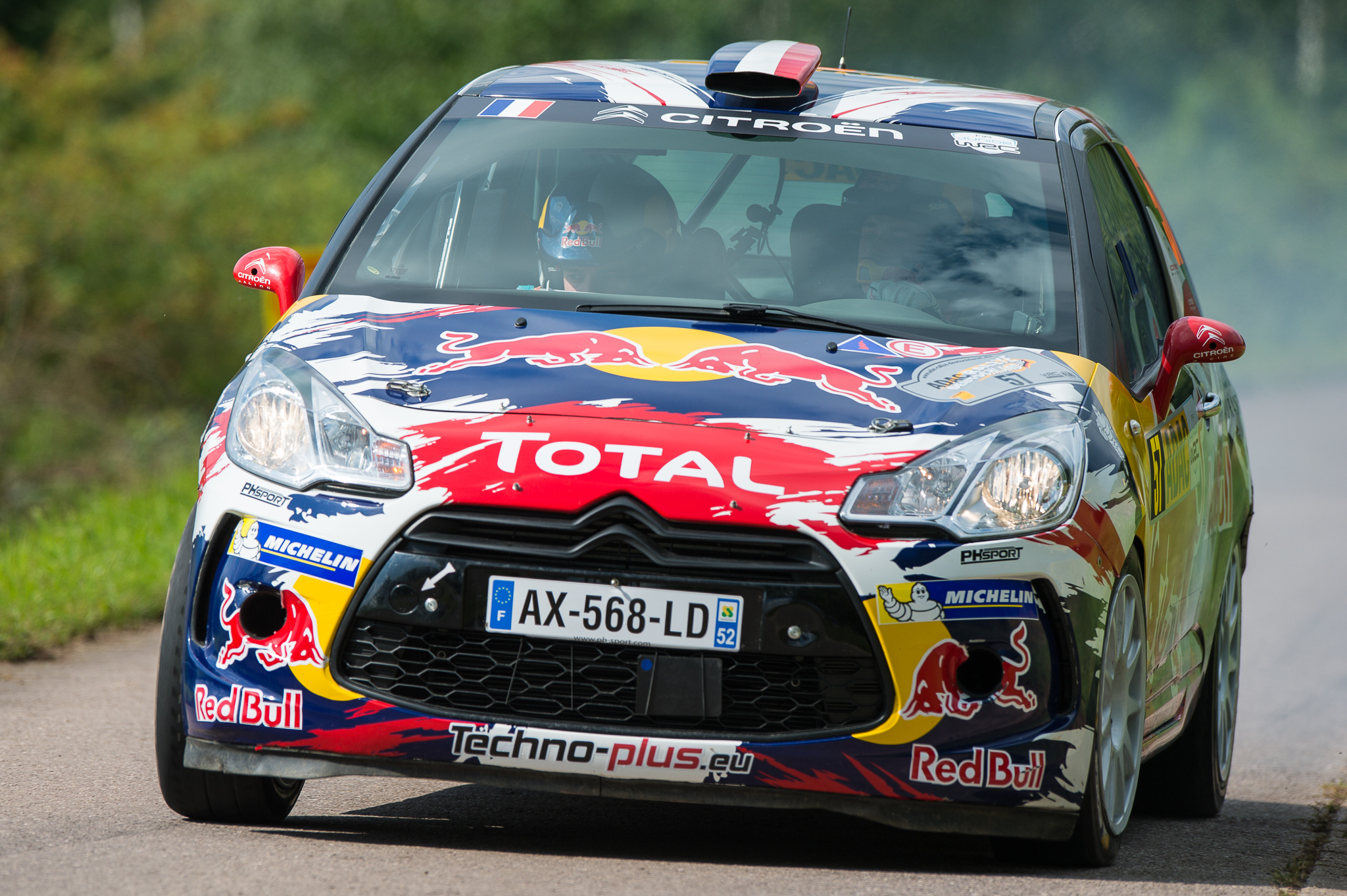
Lefebvre op weg naar de WRC-3 klasseoverwinning in de WK-rally van Duitsland in 2014

Stéphane Lefebvre debuteerde in 2010 in de rallysport, waarin hij actief was in het Frans rallykampioenschap met voorwielaangedreven materiaal. In zowel 2012 als 2013 eindigde hij tweede in de Franse Peugeot cup (Volant Peugeot) en werd in het laatstgenoemde jaar ook onderdeel van Peugeot Sport. Na al te hebben geacteerd in het Europees kampioenschap rally, volgde zijn eerste optreden in het wereldkampioenschap rally in Frankrijk in 2013. In het WK reed hij in 2014 een programma in de WRC-3 categorie met een Citroën DS3 R3T. Met onder meer drie klasse-overwinningen greep hij daarin naar de titel. Hij besloot het seizoen met een overstap naar een Citroën DS3 R5. Daarnaast werd hij ook Europees junioren kampioen achter het stuur van een R2-Peugeot 208.

#### Wereldkampioenschap rally: 2015-2019

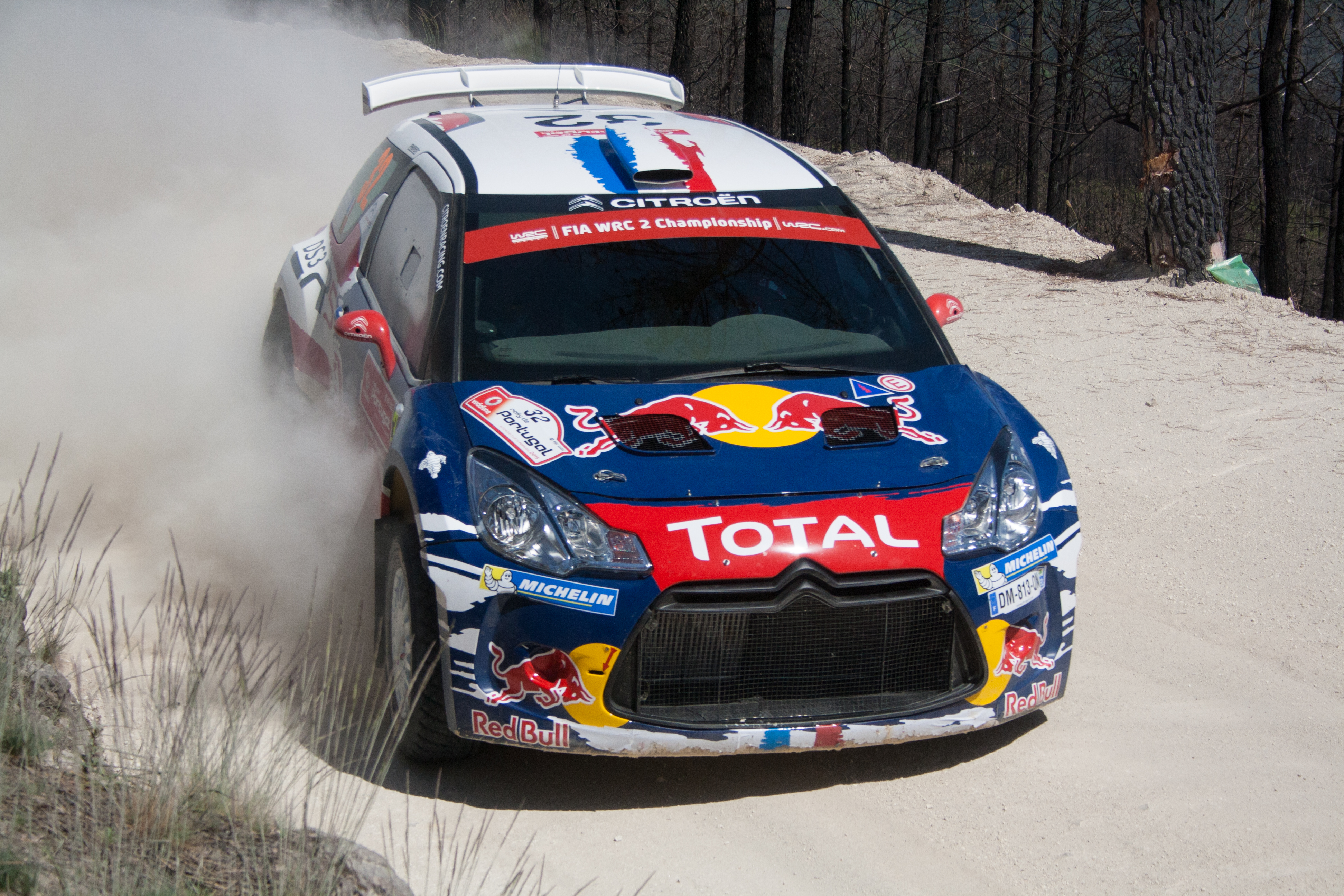
Lefebvre met de DS3 R5 actief in Portugal in 2015

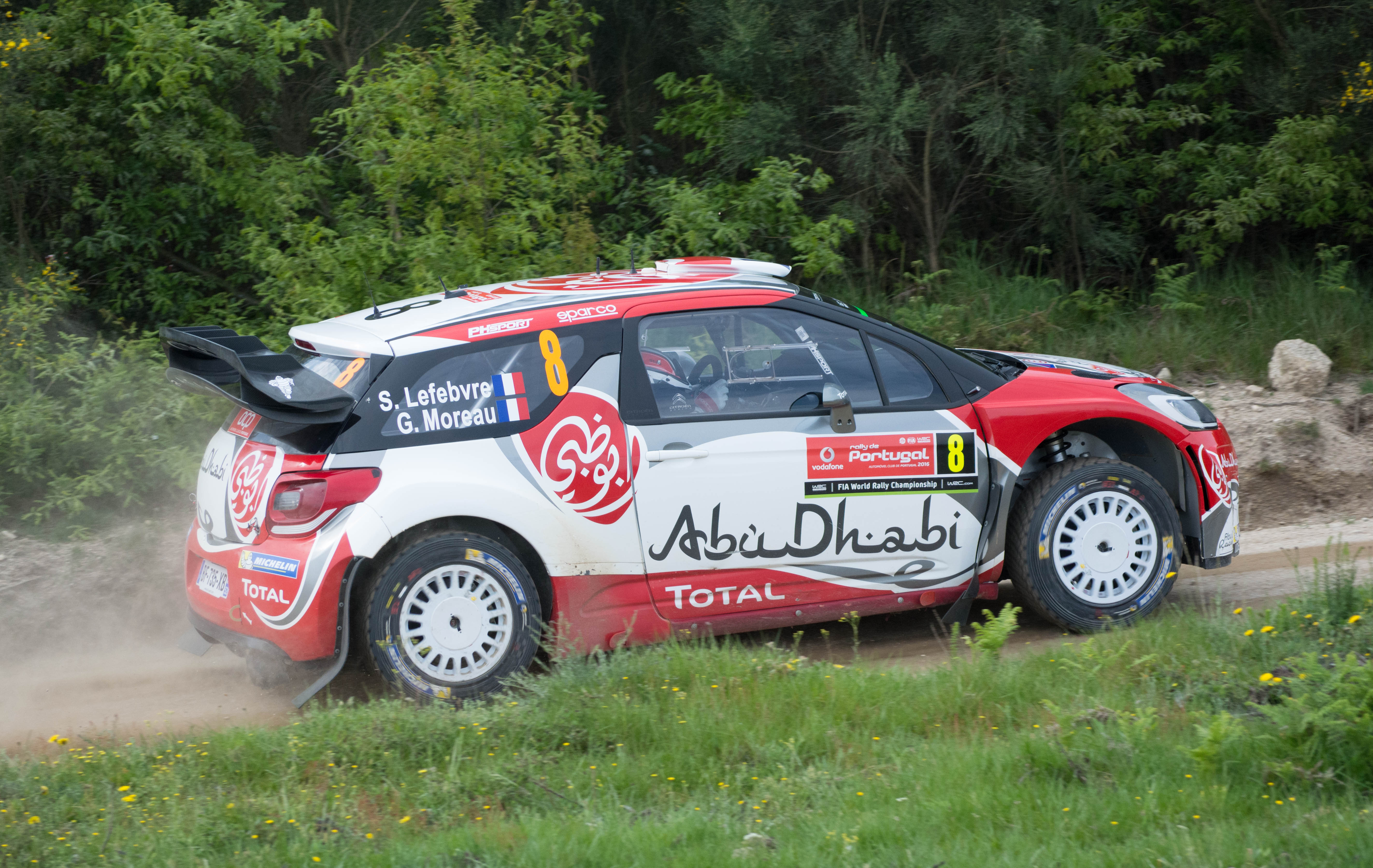
In 2016 met de DS3 WRC

Lefebvre reed in 2015 een nagenoeg compleet WK-seizoen, actief in een DS3 R5 geprepareerd door PH Sport in het WRC-2. Hij won in zijn klasse tijdens de seizoensopener in Monte Carlo; in het evenement tevens eindigend als twaalfde algemeen. In Duitsland maakte hij zijn debuut als fabrieksrijder in de Citroën DS3 WRC en eindigde de rally verdienstelijk als tiende algemeen. In Australië verving hij de geblesseerde Mads Østberg als tweede rijder bij het eerste team van Citroën. Lefebvre kwam in 2016 opnieuw uit voor Citroën, toen het dat seizoen echter niet als constructeur deelnam aan het WK. Hij reed zijn beste resultaat tijdens de openingsronde van het kampioenschap in Monte Carlo, waar hij als vijfde eindigde. Een ongeluk in Duitsland bracht hem en zijn navigator Gabin Moreau enige tijd uit de roulatie. In 2017 maakte Lefebvre onderdeel uit van Citroën's volledige terugkeer in het WK met de nieuwe Citroën C3 WRC. Zijn beste resultaat was een vijfde plaats in Polen. Lefebvre deed in 2018 een stap terug en kwam voor Citroën opnieuw uit in het WRC-2 kampioenschap met de nieuwe R5-versie van de C3.

#### 2019 - heden

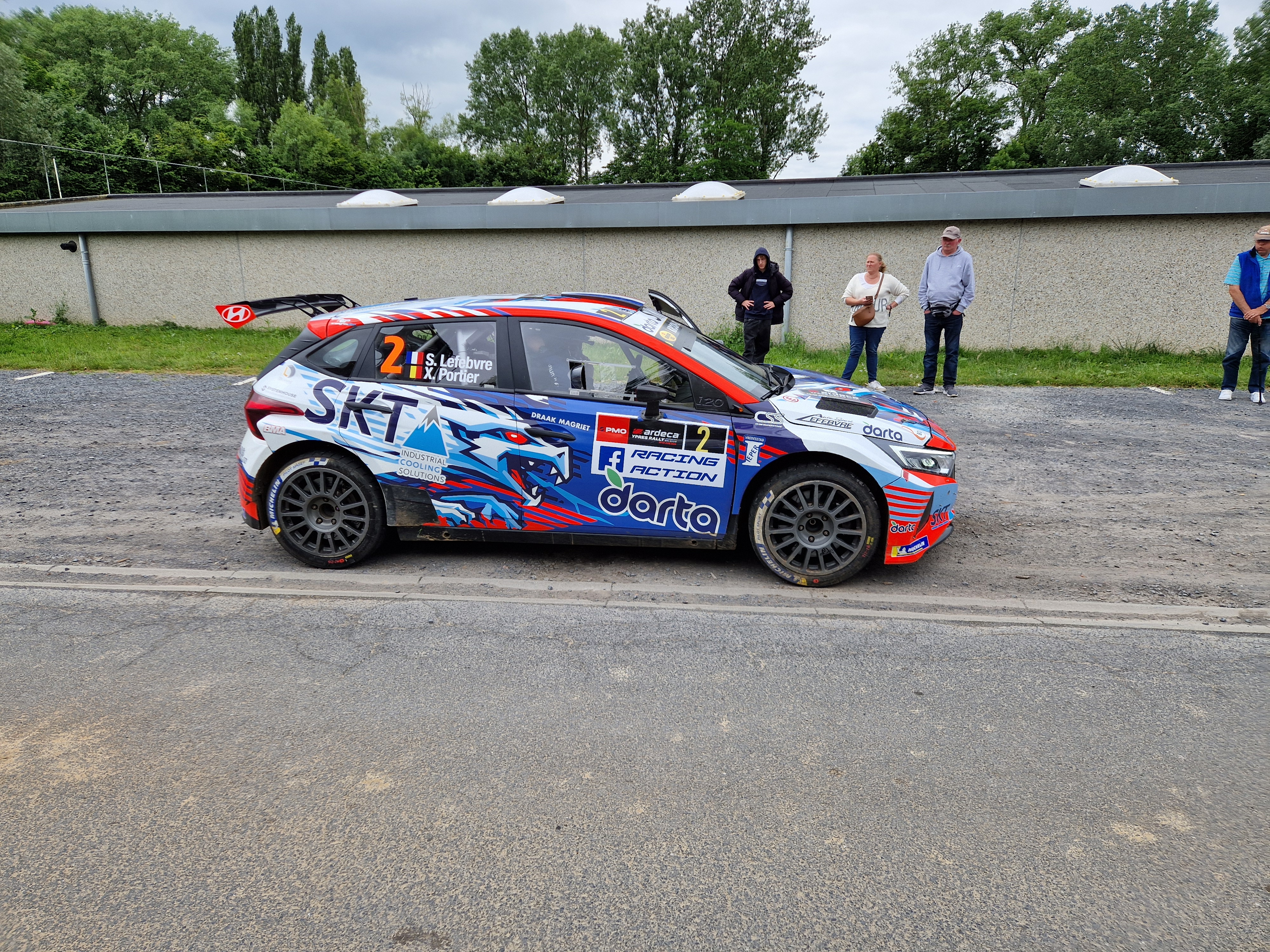
Lefebvre opweg naar de winst in de rally van Ieper 2024.

Van 2019 tot 2021 reed Lefebvre vooral wedstrijden in Frankrijk, al dan niet rally's van het kampioenschap. Dat deed hij vooral met de Citroën C3 R5 en niet veel later ook met de upgedate versie van de wagen. Sporadisch reed hij wat rally's van het WRC en ook was hij regelmatig actief in België. In 2022 deed hij mee aan het kampioenschap in België en won onder meer de rally in Haspenhouwen, South Belgian, Wallonië, Omloop van Vlaanderen, East Belgian en de Spa Rally. In de rally van Ieper die in dat jaar deel was van het WRC werd hij knap 6e in het algemeen klassement en was hij de eerste R5 wagen algemeen. Door in zeven van de tien wedstrijden als eerste voor het Belgisch kampioenschap te eindigen werd hij in 2022 Belgisch rallykampioen. Na 6 deelnames in de Rally van Ieper won hij de rally voor de eerste maal in 2024, samen met co-piloot Xavier Portier in een Hyundai i20 N Rally2. Het jaar nadien deed hij dit opnieuw, en won hij Ieper voor de tweede maal in een Toyota GR Yaris Rally2

## Complete resultaten in het wereldkampioenschap rally
| Seizoen | Inschrijving                | Auto                   | 1      | 2       | 3       | 4       | 5      | 6      | 7       | 8      | 9       | 10      | 11     | 12      | 13      | 14  | Pos. | Punten |
| ------- | --------------------------- | ---------------------- | ------ | ------- | ------- | ------- | ------ | ------ | ------- | ------ | ------- | ------- | ------ | ------- | ------- | --- | ---- | ------ |
| 2013    | Equipe de France FFSA       | Peugeot 208 VTi R2     | MON    | ZWE     | MEX     | POR     | ARG    | GRI    | ITA     | FIN    | DUI     | AUS     | FRA 20 | SPA     | GBR     |     | –    | 0      |
| 2014    | Stéphane Lefebvre           | Citroën DS3 R3T        | MON    | ZWE     | MEX     | POR 26  | ARG    | ITA    | POL 19  | FIN 45 | DUI 19  | AUS     | FRA EX |         |         |     | –    | 0      |
| 2014    | Stéphane Lefebvre           | Citroën DS3 R5         |        |         |         |         |        |        |         |        |         |         |        | SPA DNF | GBR 35  |     | –    | 0      |
| 2015    | PH Sport                    | Citroën DS3 R5         | MON 12 | ZWE DNF | MEX DNF | ARG DNF | POR 15 |        |         |        |         |         |        |         |         |     | 19   | 5      |
| 2015    | PH Sport                    | Citroën DS3 RRC        |        |         |         |         |        | ITA 26 | POL DNF | FIN EX |         |         |        |         |         |     | 19   | 5      |
| 2015    | PH Sport                    | Citroën DS3 WRC        |        |         |         |         |        |        |         |        |         |         |        | SPA 50  |         |     | 19   | 5      |
| 2015    | Citroën Total Abu Dhabi WRT | Citroën DS3 WRC        |        |         |         |         |        |        |         |        | DUI 10  | AUS 13  | FRA 11 |         | GBR 8   |     | 19   | 5      |
| 2016    | Abu Dhabi World Rally Team  | Citroën DS3 WRC        | MON 5  | ZWE     | MEX     | ARG     | POR 35 | ITA    | POL 9   | FIN    |         |         |        |         | GBR 9   | AUS | 13   | 14     |
| 2016    | Stéphane Lefebvre           | Citroën DS3 WRC        |        |         |         |         |        |        |         |        | DUI DNF | CHN C   | FRA    | SPA     |         |     | 13   | 14     |
| 2017    | Citroën Total Abu Dhabi WRT | Citroën C3 WRC         | MON 9  |         | MEX 15  | FRA 50  | ARG    | POR 13 | ITA     | POL 5  | FIN     | DUI     | SPA 6  | GBR     | AUS DNF |     | 13   | 30     |
| 2017    | Citroën Total Abu Dhabi WRT | Citroën DS3 WRC        |        | ZWE 8   |         |         |        |        |         |        |         |         |        |         |         |     | 13   | 30     |
| 2018    | Citroën Total Rallye Team   | Citroën C3 R5          | MON    | ZWE     | MEX     | FRA DNF | ARG    | POR 10 | ITA 24  | FIN 44 | DUI 16  | TUR     | GBR 13 | SPA 32  | AUS     |     | 26   | 1      |
| 2019*   | Stéphane Lefebvre           | Volkswagen Polo GTI R5 | MON    | ZWE     | MEX     | FRA     | ARG    | CHL    | POR     | ITA    | FIN     | DUI DNF | TUR    | GBR     | SPA     | AUS | –    | 0      |

* Seizoen loopt nog.